# Growl
Growl é um programa livre de notificação para o sistema operacional macOS.
A função principal do programa é notificar o usuário quando acontece determinada modificação nos programas suportados (veja lista abaixo). Por exemplo, quando uma transferência é completa no Firefox, o Growl notifica visualmente o usuário com uma pequena 'janela' de notificação) no canto superior direito (por padrão, podendo o canto ser modificado pelo usuário). O mesmo ocorre, por exemplo, com as músicas que tocam no iTunes por exemplo, mensagens de correio eletrônico recebidas, contatos do Adium etc. Suporta os mais populares programas para Mac OS X, dentre os quais: iTunes, Mail, Safari, Firefox (a partir do Firefox 3), Transmit, VLC media player, Adium, Cyberduck, Transmission etc. É compatível com mais de 200 aplicativos. O programa é traduzido para o Português do Brasil por Marcos Frazão.
Existem plugins para adicionar suporte ao Growl em notificação para iChat, iTunes (GrowliTunes), Mail, Thunderbird, Safari e Microsoft Entourage.
É possível colocar um ícone do Growl na barra de menus do Mac OS X para facilitar. O Growl se instala na painel das Preferências do Sistema.
sendo possível ativar ou desativar o Growl através do painel Preferências do Sistema. É possível inicializar o Growl junto com o sistema ou não através do mesmo painel. Bastante flexível, é possível configurar dezenas de opções no programa, como estilos de notificação, cores, cantos escolhidos etc.

## Requerimentos do sistema
As versões mais recentes (1.1.4) do Growl requerem Mac OS X v10.4 ou superior. Para o Mac OS X 10.3.9, a última versão disponível é o Growl 0.7.6. Provê compatibilidade e suporte integral  ao Mac OS X v10.5 Leopard.
- Universal (PowerPC ou x86 Intel)

### Línguas suportadas (localizações)

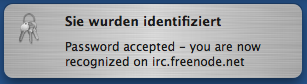
Growl estilo “escovado” notificando sobre Colloquy (em alemão)

### Línguas suportadas (localizações)[3]
- Português
- Inglês (padrão)
- Alemão
- Francês
- Sueco
- Neerlandês
- Russo
- Tcheco
- Japonês
- Chinês tradicional

## Suporte a aplicativos[4]
- Navegadores: Firefox, Shiira e Camino GrowlCamino.

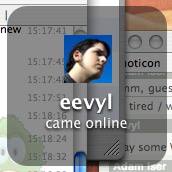
Growl no Adium

- Programas de bate-papo: Adium, aMSN, Aquatik, Chax, Coccinella, Colloquy, Conversation, epicgrowl, Fire, Gizmo, GrowliChat, Irssi, Linkinus, MacIrssi, Mercury, Proteus, ProteusMenu, Psi, Pyro, Skype, Snak, Yahoo! Messenger e X-Chat Aqua.
- Dashboard: Backpack, Delivery Status, eBay Watcher, eCheck, MiniBatteryStatus, SVN Notifier e Watchlister.
- Clientes de correio eletrônico: Balzac, Entourage, Eudora Notifier, g4me, Gmail+Growl, GmailStatus, GyazMail, MacBiff, Mailsmith, nbSMTP, PowerMail, SpamSieve, Thunderbird e Ymail.
- Compartilhamento de arquivos e transferência de arquivos: Acquisition, AFPStatus, BitRocket, Cyberduck, Dragster, Flash Video Downloader, Flow, hellnzb, Interarchy, muCommander, NZB Drop,ShakesPeer, Transmit, Transmission, XFactor e Yummy FTP.
- Jogos eletrônicos: Fish, mFurc, Second Life Notifier, WoW Status e Xbox Live Friends.
- Hobbystas: Echomac.

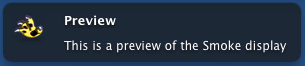
Prévia do Growl em estilo "smoke".

- Multimídia: Coda, EyeRecord, EyeTV Exporter, FlickrBooth, Max, MacFOH Remote, PictureSync, rooVid Lite, TV-Browser, VLC media player e WebPics.
- Música: ByteController; DOT.TUNES; Hijack iT!; illis; iMote; iScrobbeler; m3Ucast; MacFOH; Menuet; OnDeck; PlayPod; Radion; Star; Synergy; TuneConnect; TuneKeys; TuneX; Lastfm; e YamiPod.

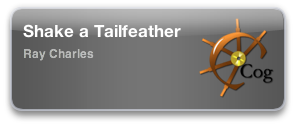
Notificação estilo "Iphonesque"

- Fones: CallVantage Dialer; direct; F!Watch; iSoftPhone; JPT; MacDialer; Gizmo; Salling Clicker e Skype.
- Produtividade: Birthday Buzzer, BuildFactoy, Countdown, Cuppa, Daylite, EagleFiler, FlexTime, GarageSale, Hazel, iClock, iMOnTime, Keeper of Time, Minuteur, PackRat, Panorama, PDFKey, PreMinder, Stakeout, Task List e TwoMinuteTimer.
- Blogue: Agitprop, BloglinesMenu, Ecto, Ensemble, Feeder, FlickrExport, Gee!, GROSX, MarsEdit, NetNewsWire, NewsFan, NewsFire, NewsLife, News Ticker, Obsession, Pukka, PulpFiction, RSS menu, Shrook, Strider, Vienna e Xcast.
- Sistema e UNIX: AFPStatus, Apache Server Watcher, Baseline, BuildFactory, Compare Folders, Datum, DiscBlaze, DriverGauge, Fink, FontExplorer X, GlowWorm FW, Hazel, iiUsage iStumbler, KisMAC, Lab Tick, Lifeboat, LogSurfer, Mac HelpMate, MainMenu, MemoryStick, Meerlat, Monolingual, MySync, NetGrowler, Observation Post, Power Check e Proxi.
- Yahoo! Widgets: miniStat2, R-U-ON, DateTime, GrrrChat e GrrrTunes.
- Extra: GrowlDict, growlnotify, GrowlMail, GrowlTunes e HardwareGrowler.

## Histórico
Criação de Christopher Forsythe, o mesmo criador do popular comunicador instantâneo Adium. O desenvolvimento se iniciou em 2004